# Ферпекль
Ферпе́кль (фр. Glacier de Ferpècle) — долинний льодовик довжиною в 6,5 км (станом на 2005 р.), розташований в Пеннінських Альпах в катоні Вале (Швейцарія). У 1973 році мав площу 9,8 км².